# Haarkutikula

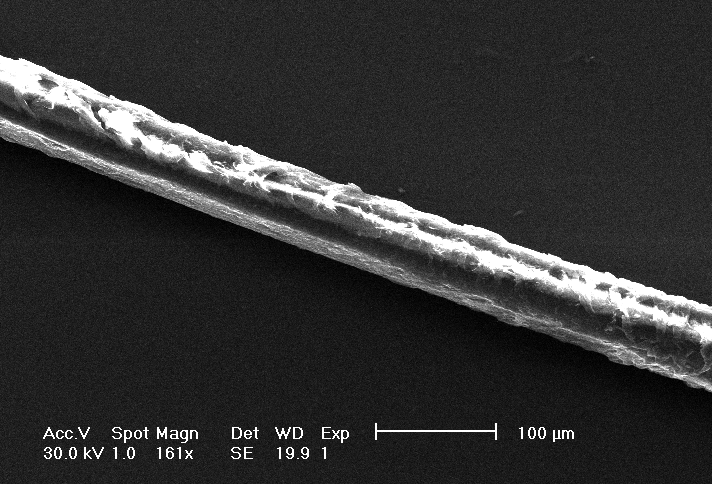
Die Oberfläche eines menschlichen Haares unter dem Mikroskop.

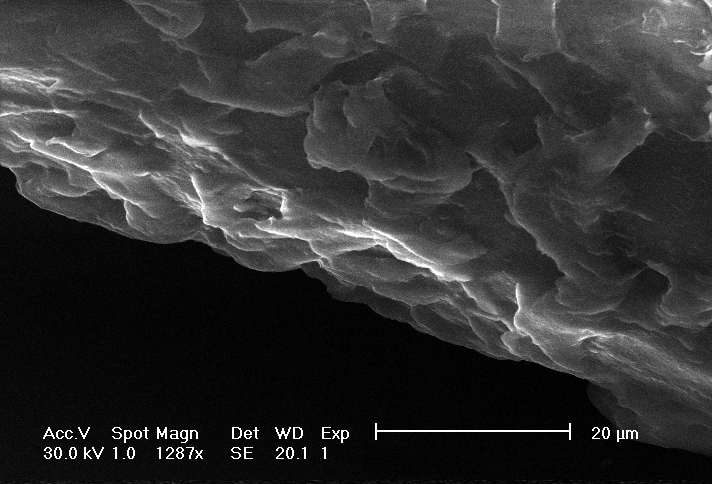
Bei hoher Vergrößerung wird die Schuppenschicht sichtbar.

Die Haarkutikula (Cuticula), auch äußere Schuppenschicht genannt, ist die äußere Rindenschicht des Haares und bestehend aus übereinandergreifenden Zellen, die über dem Haarmark (Cortex pilii) liegen. Die 4–5 µm dicke Cuticula ist für den Schutz des Haares vor physikalischen und chemischen Beeinflussungen (Licht, kosmetische Behandlung etc.) verantwortlich. Sie teilt sich in eine stark cysteinhaltige (25–30 %), proteolysestabile Exocuticula und eine proteolyseempfindliche Endocuticula. Sie besteht aus 6–10 solcher Zelllagen und ist mit der Scheidenkutikula – eine der drei Lagen der inneren Wurzelscheiden – zahnartig verbunden. Während des Haarwachstums gleiten die Haarkutikula und die Scheidenkutikula gemeinsam mit dem inneren Anteil der epithelialen Wurzelscheide an deren äußeren Anteil entlang bis zum Haartrichter.
Durch Pilze (z. B. Trichophyton rubrum) bzw. durch Präparate wie Thioglykolsäure-Derivate (in Dauerwellepräparaten) und Sulfate (in Depilatoren) kommt es zu einer Auflösung (Einweichung) der Haarkutikula (sog. Keratolyse). Daher wird die Schuppenschicht als Indikator des Gesundheitszustandes des Haares herangezogen. Beim gesunden Haar liegt die Schuppenschicht flach an und ergibt so eine glatte, durchscheinende Oberfläche. Das Licht wird optimal reflektiert und ergibt so den gesunden Glanz des Haares.
Die Cuticula hat in der Rechts- und Umweltmedizin große Bedeutung, zumal bestimmte Stoffe, wie beispielsweise Schwermetalle, in ihr in höherer Konzentration nachgewiesen werden können als in der Haarrinde (Cortex). Jedoch rufen kosmetische Behandlungen morphologische, physikalische und chemische Veränderungen am Haar hervor, indem sie die Cuticula und den Cortex schädigen, aber auch zu Konzentrationsverlusten an eingelagerten Substanzen infolge von Instabilitäten der Moleküle gegen einige chemische Mittel (Wasserstoffperoxid, Ammoniak) und Strukturveränderungen der Haarfasern sowie verringerter Aufnahmefähigkeiten der geschädigten Haarfasern für Substanzen führen. So wurde beispielsweise nachgewiesen, dass nach Bleichen und Dauerwellenbehandlung die Konzentration an Morphin, Monoacetylmorphin und Kokain abnimmt. Trotzdem sind die eingelagerten Wirkstoffmengen noch deutlich nachweisbar.